# Franz Conrad von Hötzendorf
Franz Xaver Joseph Conrad Graf von Hötzendorf (Viena, 11 de Novembro de 1852 – Bad Mergentheim, 25 de Agosto de 1925) foi um militar e chefe do Estado-maior da Áustria-Hungria durante o início da Primeira Guerra Mundial.

## Biografia
Conrad von Hötzendorf nasceu em Penzing, um subúrbio de Viena. Seu pai era um coronel aposentado, originário do sul da Morávia. Seu avô havia ascendido à nobreza em 1816 quando adicionou ao seu nome "von Hötzendorf", o sobrenome da sua esposa. Sua mãe era a filha do famoso artista vienense Kübler. Ele tornou-se cadete quando ainda era muito jovem, e permaneceu nas forças armadas até o final da Primeira Guerra Mundial. Ele subiu na hierarquia militar muito rapidamente.
Conrad casou-se com Wilhelmine le Beau em 1886, com a qual teve quatro filhos. Posteriormente, ele viria se casar com Virginia von Reininghaus em 1915, contra a vontade de seus filhos.
Em novembro de 1906, Conrad tornou-se comandante do Exército Austro-Húngaro, e lutava pela modernização do exército e da marinha. Ele era algo como um darwinista social, e acreditava que uma batalha entre os alemães e a civilização eslava era inevitável. O poder da elite magiar na Áustria-Hungria também o desiludia, uma vez que ele acreditava que a Áustria deveria constituir um império essencialmente germânico. Ele também se preocupava com as ambições italianas na península balcânica, e uma de suas maiores ambições era uma guerra preventiva contra a Sérvia, como forma de neutralizá-la e também mudar o balanço de poderes da Áustria-Hungria contra os magiares, ao incorporar mais eslavos à população do império.
De acordo com Hew Strachan, "Hötzendorf propôs uma guerra preventiva contra a Sérvia pela primeira vez em 1906, e o fez o mesmo em 1908/09, em 1912/13, em outubro de 1913 e em maio de 1914: entre 1 de Janeiro de 1913 e 1 de Janeiro de 1914, ele propôs uma guerra contra a Sérvia por vinte e cinco vezes".

## Primeira Guerra Mundial
Conrad von Hötzendorf foi um dos principais proponentes de uma guerra com a Sérvia como resposta ao assassinato do arquiduque Francisco Ferdinando. Entretanto, apesar de seu desejo por guerra, o exército austro-húngaro não conseguia se destacar em batalhas.
Conrad muitas vezes propôs grandiosos planos fora da realidade, desconsiderando as realidades do terreno e do clima. Os planos feitos freqüentemente subestimavam o poder dos inimigos. Por exemplo, o exército sérvio provou-se muito mais eficaz em batalha do que se esperava. Além disso, suas primeiras ofensivas contra a Itália eram conhecidas por sua falta de eficácia combinada com uma maciça perda de homens. Seus erros levaram ao desastroso primeiro ano em batalha da Áustria-Hungria, que acabou por minar todas as suas capacidades militares. A derrota mais desastrosa veio em 1916, com a Ofensiva Brusilov na Rússia. As forças austro-húngaras sob o comando de Conrad perderam aproximadamente 1,5 milhão de homens, e o exército nunca voltou a se tornar capaz de montar uma ofensiva sem ajuda alemã. A maior parte das últimas vitórias austríacas foram possíveis apenas com a ajuda de exércitos alemães, que acabaram por tornar o exército austro-húngaro extremamente dependente.
Por outro lado, o historiador britânico Cyril Falls contra-argumenta afirmando que Conrad era provavelmente o melhor estrategista da guerra e que seus planos eram brilhantes na teoria. Os generais alemães do leste basearam muitas de sua operações nos planos de Conrad.
Conrad von Hötzendorf foi demitido do seu posto no exército pelo novo imperador, Carlos I da Áustria, e foi nomeado o comandante do grupo que batalhava no front italiano. Depois da Batalha de Piave ele foi demitido definitivamente das Forças Armadas. Muitos historiadores acreditam que a razão da derrota austríaca no conflito deve-se à divisão das forças de ataque em duas: o grupo Conrad que lutou próximo ao Platô Asiago e o grupo Boroevic, que lutou nas planícies. No final de sua carreira, Conrad também se opôs ao imperador, que tentava chegar a um acordo de paz com a Tríplice Entente.
Em 1918, ele tornou-se Graf (conde), depois de ter sido um barão.